# Scolopendra andhrensis
Scolopendra andhrensis är en mångfotingart som beskrevs av Jangi och Dass 1984. Scolopendra andhrensis ingår i släktet Scolopendra och familjen Scolopendridae. Inga underarter finns listade i Catalogue of Life.